# Campionato Italiano Rally 2013
Il Campionato Italiano Rally (CIR) 2013 si snoda su 8 gare distribuite su tutto il territorio nazionale.

## Il calendario
| Tappa | Data              | Rally                                | Sede Rally          | Validità    | Vincitore          |
| ----- | ----------------- | ------------------------------------ | ------------------- | ----------- | ------------------ |
| 01    | 23 - 24 marzo     | Rally del Ciocco e Valle del Serchio | Forte dei Marmi     | JUN/PRO/IND | Giandomenico Basso |
| 02    | 12 - 14 aprile    | Rally 1000 Miglia                    | Brescia             | JUN/PRO     | Alessandro Perico  |
| 03    | 18 - 19 maggio    | Rally dell'Adriatico                 | Cingoli             | JUN/PRO/IND | Umberto Scandola   |
| 04    | 20 - 22 giugno    | Rally Costa Smeralda                 | Olbia               | IND         | Paolo Andreucci    |
| 05    | 13 - 14 luglio    | Rally di San Marino                  | San Marino          | JUN/PRO     | Umberto Scandola   |
| 06    | 29 - 31 agosto    | Rally del Friuli Venezia Giulia      | Cividale del Friuli | JUN/PRO/IND | Umberto Scandola   |
| 07    | 27 - 29 settembre | Rally Targa Florio                   | Palermo             | PRO/IND     | Paolo Andreucci    |
| 08    | 13 ottobre        | Rally di Sanremo                     | Sanremo             | JUN/PRO     | Giandomenico Basso |

## Iscritti
CIR Assoluto
| Team                    | Costruttore | Auto              | Pilota             | Co-pilota           | Gomme | Gare      |
| ----------------------- | ----------- | ----------------- | ------------------ | ------------------- | ----- | --------- |
| Movisport               | Peugeot     | Peugeot 207 S2000 | Giandomenico Basso | Mitia Dotta         | M     | 1-3,5-6,8 |
| United Rally Management | Peugeot     | Peugeot 207 S2000 | Alessandro Perico  | Fabrizio Carrara    | P     | 1-6,8     |
| Meteco Corse            | Peugeot     | Peugeot 207 S2000 | Stefano Albertini  | Simone Scattolin    | P     | 2-3,6-8   |
| F.P.F. Sport            | Peugeot     | Peugeot 207 S2000 | Paolo Andreucci    | Anna Andreussi      | P     | 4,7-8     |
| Škoda Italia Motorsport | Škoda       | Škoda Fabia S2000 | Umberto Scandola   | Guido D'Amore       | P     | 1-8       |
| F.P.F. Sport            | Peugeot     | Peugeot 208 R2B   | Paolo Andreucci    | Anna Andreussi      | P     | 1-3,5-6   |
| Vieffecorse             | Peugeot     | Peugeot 208 R2B   | Elwis Chentre      | Igor d'Herin        | M     | 1-2       |
| Meteco Corse            | Peugeot     | Peugeot 208 R2B   | Andrea Carella     | Ilaria Riolfo       | M     | 1-3,5-6,8 |
| Rubicone Corse          | Citroën     | Citroen DS3 R3T   | Simone Campedelli  | Danilo Fappani      | P     | 1,3,5-6,8 |
| Giesse Promotion        | Citroën     | Citroen DS3 R3T   | Alessandro Re      | David Castiglioni   | P     | 1-3,5-6,8 |
| Phoenix                 | Citroën     | Citroen DS3 R3T   | Andrea Nucita      | Giuseppe Princiotto | P     | 1-3,5-8   |
| Bluthunder Racing       | Citroën     | Citroen DS3 R3T   | Alex Vittalini     | Sara Tavecchio      | P     | 1-3,5-6,8 |
| Vieffecorse             | Citroën     | Citroen C2R2      | Giacomo Cunial     | Alberto Ialungo     | M     | 1-3       |
| Meteco Corse            | Renault     | Renault Clio R3   | Alessandro Bosca   | Roberto Aresca      | P     | 1-6       |
| Best Racing Team        | Renault     | Renault Clio R3   | Ivan Ferrarotti    | Manuel Fenoli       | P     | 1-6       |
| Sport Management        | Renault     | Renault Clio R3   | Fabio Andolfi      | Renzo Casazza       | P     | 1,3,8     |
| Movisport               | Renault     | Renault Clio R3   | Rudy Michelini     | Giancarla Guzzi     | P     | 1-3       |
| Scuderia Etruria        | Renault     | Renault Twingo R2 | Andrea Grugnola    | Michele Ferrara     | P     | 1-3,5-6,8 |
| Sport Management        | Renault     | Renault Twingo R2 | Fabrizio Andolfi   | Andrea Casalini     | P     | 1-3,5-6,8 |
| Gas Racing Srl          | Ford        | Ford Fiesta R2    | Matteo Brunello    | Daniele Mangiarotti | P     | 1-3       |
| Gas Racing Srl          | Ford        | Ford Fiesta R2    | Matteo Brunello    | Luca Zanrosso       | P     | 4-6,8     |

## Risultati e classifiche

### Classifica campionato piloti assoluta
| Pos | Pilota             | CIO | MMM | ADR | CSM | SMR | AAP | TFL | SRE | Punti |
| --- | ------------------ | --- | --- | --- | --- | --- | --- | --- | --- | ----- |
| 1   | Umberto Scandola   | 10  | 12  | 15  | 12  | 15  | 15  | 12  |     | 91    |
| 2   | Paolo Andreucci    | 6   | 6   | 8   | 15  | 8   | 8   | 15  | 10  | 76/70 |
| 3   | Alessandro Perico  | 12  | 15  |     | 10  | 10  |     |     | 12  | 59    |
| 4   | Giandomenico Basso | 15  |     |     |     | 12  |     |     | 15  | 42    |
| 5   | Andrea Nucita      | 5   | 4   | 6   |     |     | 12  | 10  | 5   | 42    |
| 6   | Alex Vittalini     |     | 3   | 4   |     |     | 10  |     | 8   | 24    |
| 7   | Alessandro Bosca   | 8   | 10  |     |     | 3   | 2   |     |     | 23    |
| 8   | Simone Campedelli  |     |     | 10  |     |     | 6   |     |     | 16    |
| 9   | Ivan Ferrarotti    | 2   | 8   |     |     | 6   |     |     |     | 16    |
| 10  | Matteo Brunello    |     |     |     | 8   | 2   | 4   |     | 2   | 16    |
| Pos | Pilota             | CIO | MMM | ADR | CSM | SMR | AAP | TFL | SRE | Punti |

### Classifica campionato Costruttori assoluta
| Pos | Costruttore | CIO | MMM | ADR | CSM | SMR | AAP | TFL | SRE | Punti |
| --- | ----------- | --- | --- | --- | --- | --- | --- | --- | --- | ----- |
| 1   | Peugeot     | 15  | 15  | 22  | 21  | 12  | 8   | 23  | 21  | 137   |
| 2   | Škoda       | 10  | 12  | 20  | 12  | 15  | 15  | 12  | 12  | 108   |
| 3   | Citroën     | 2   | 5   | 5   | 1   |     | 22  | 9   | 3   | 47    |
| 4   | Renault     | 5   | 14  |     | 8   |     | 7   | 3   | 6   | 43    |
| 5   | Mitsubishi  | 8   |     | 8   | 10  | 8   | 2   |     |     | 36    |
| 6   | Ford        | 6   |     | 4   | 2   | 2   |     |     | 1   | 15    |
| 7   | Subaru      |     |     | 6   |     | 5   |     |     |     | 11    |
| Pos | Costruttore | CIO | MMM | ADR | CSM | SMR | AAP | TFL | SRE | Punti |